# Аварийно-спасательные и другие неотложные работы

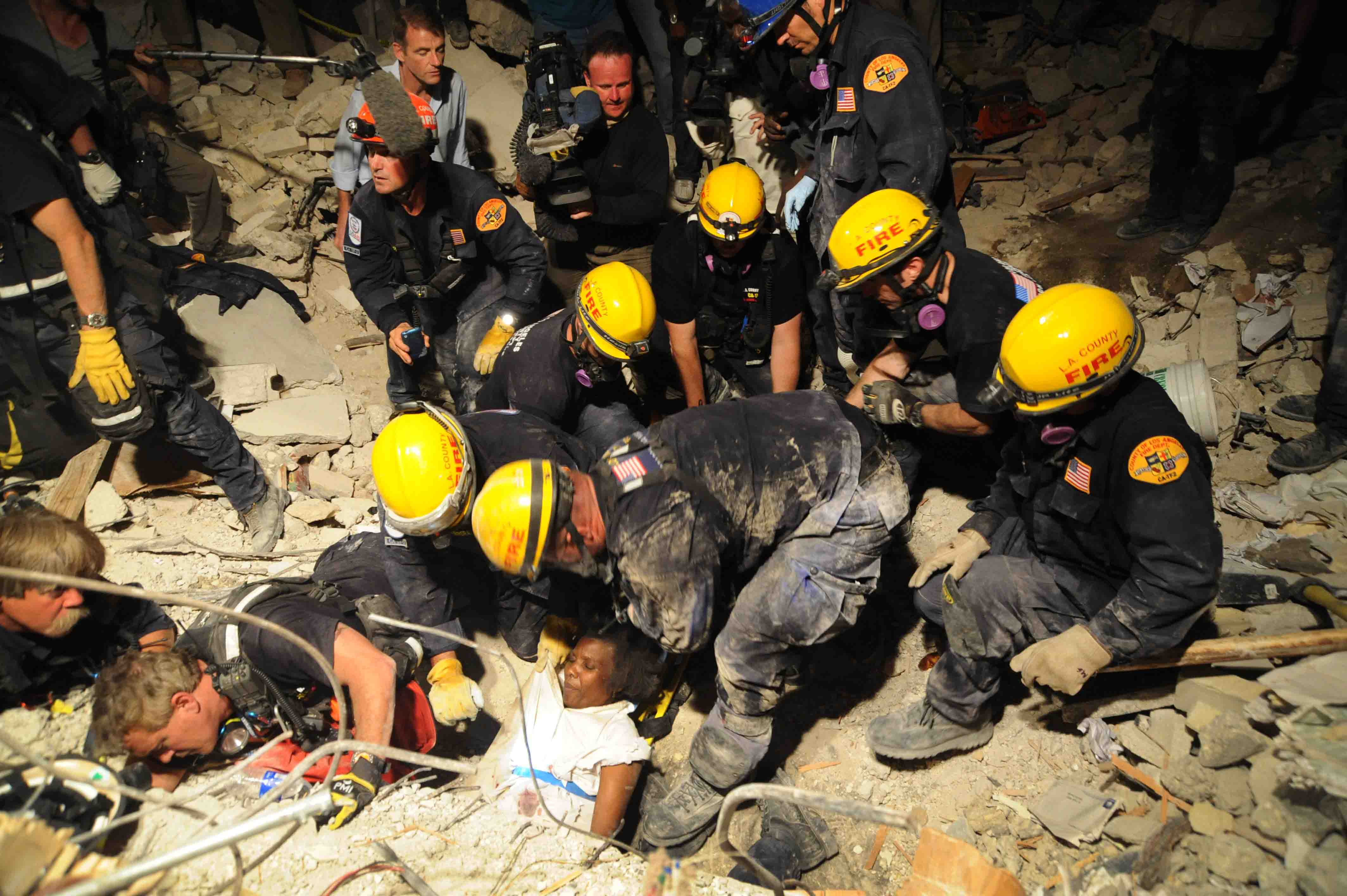
Команда спасателей из Лос-Анджелеса извлекает из-под развалин женщину после землетрясения на Гаити в 2010 году

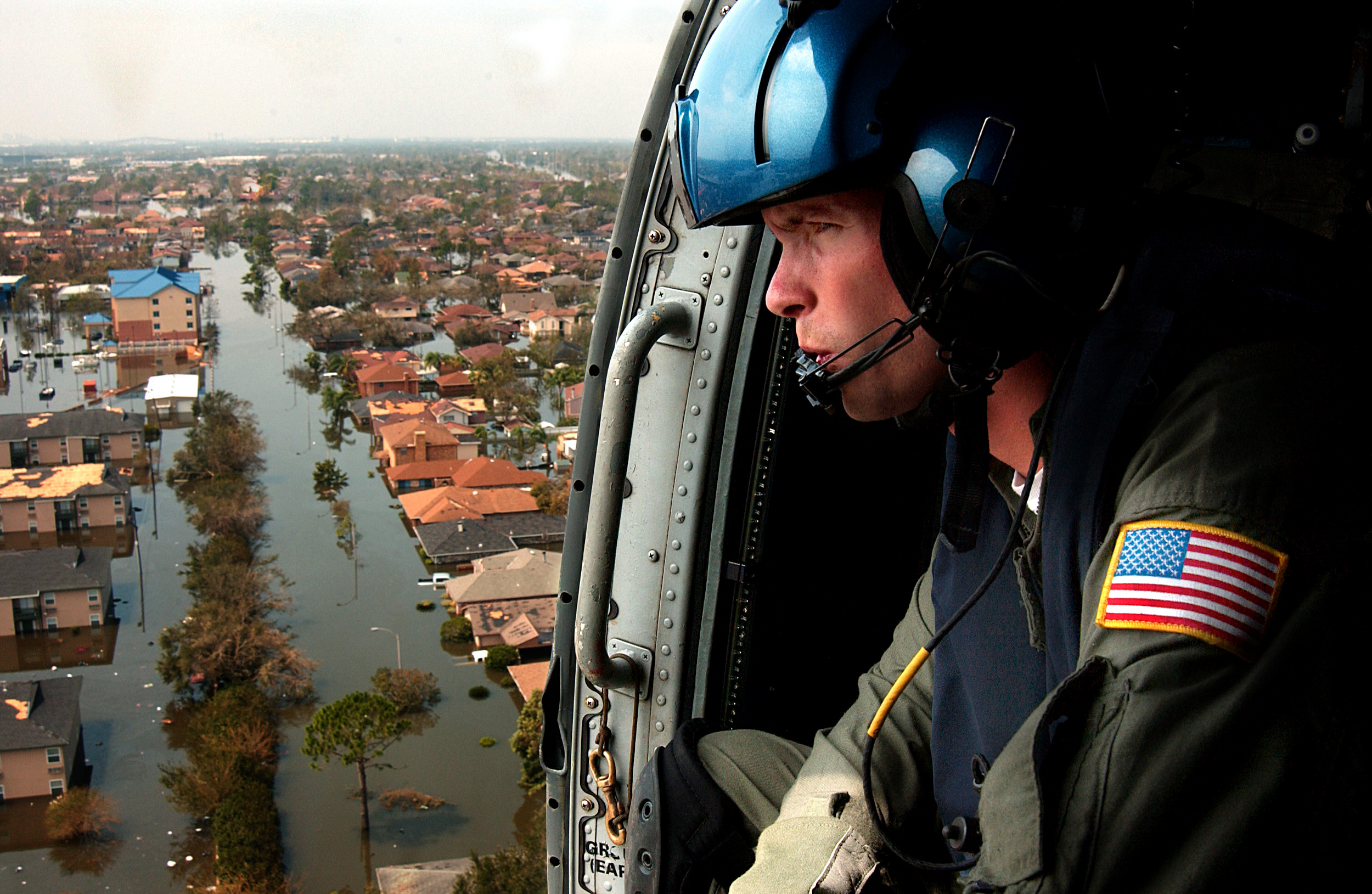
Береговая охрана США ищет выживших в Новом Орлеане после урагана «Катрина» в 2005 году

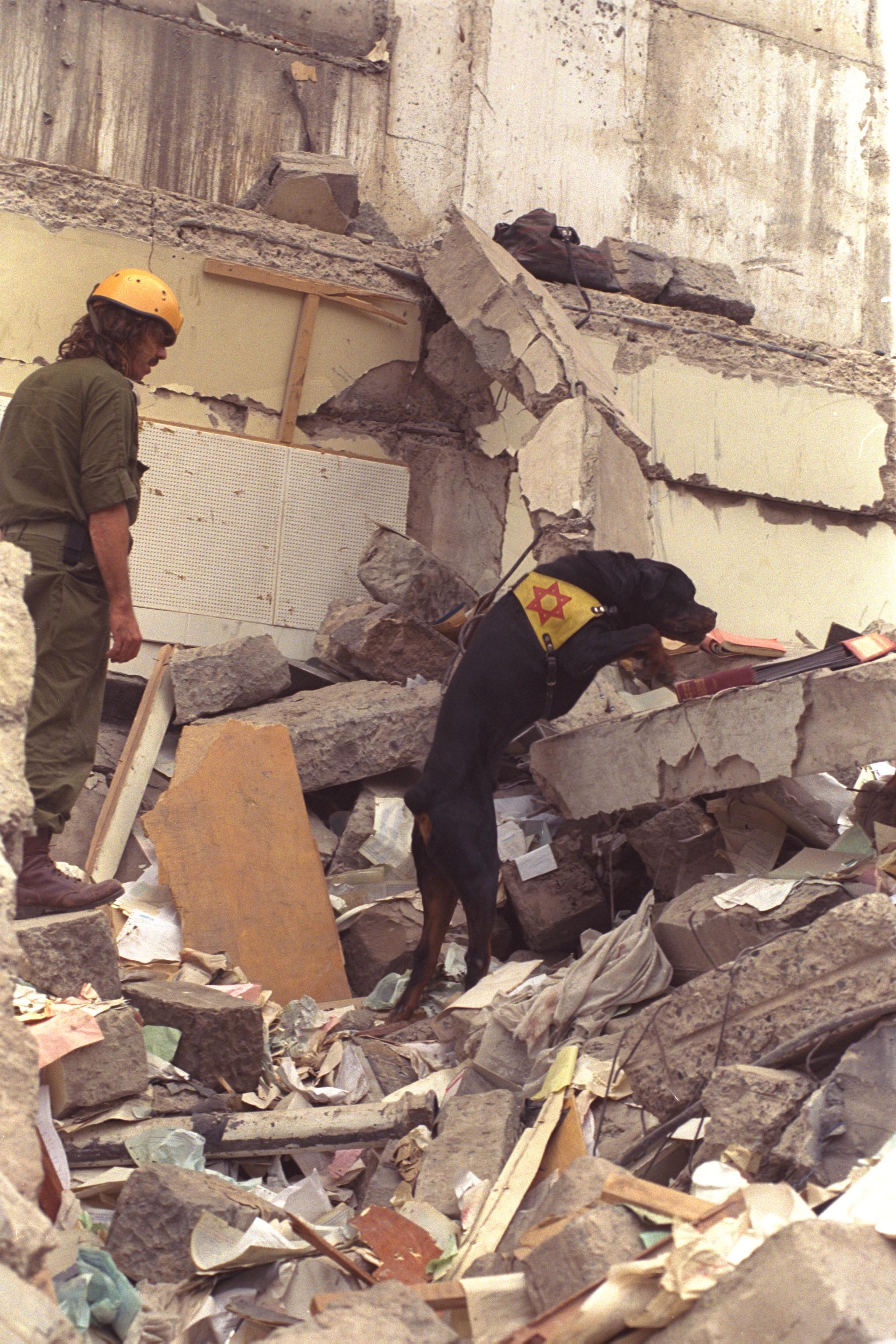
Спасатель ЦАХАЛ с поисковой собакой на развалинах взорванного посольства США в Найроби в 1998 году

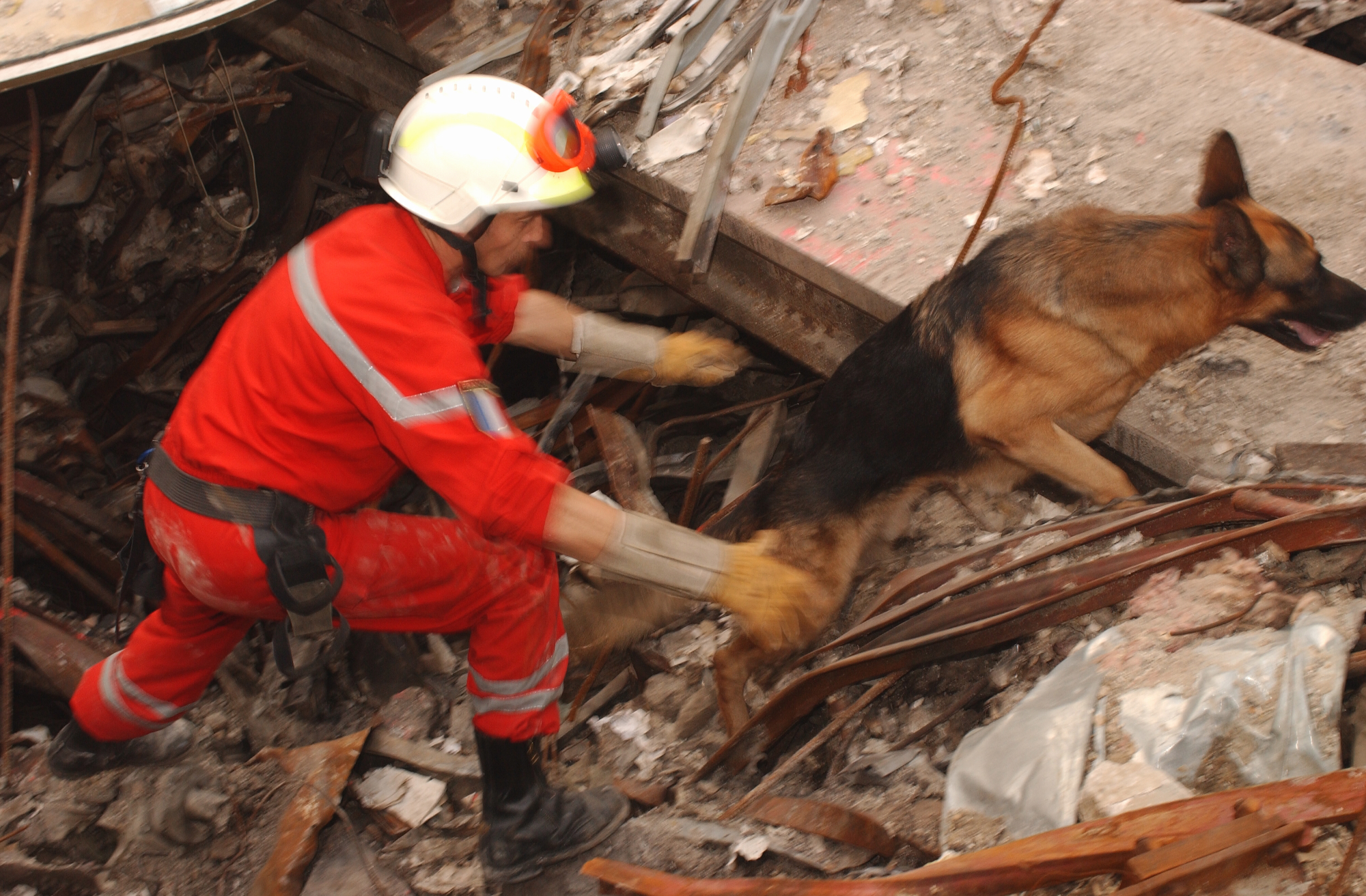
Спасатель с поисковой собакой ведёт поиск выживших на месте разрушенного ВТЦ в Нью-Йорке в 2001 году

Аварийно-спасательные работы — это действия, связанные со спасением в аварийной ситуации. Словосочетания аварийно-спасательный, поисково-спасательный вошли в русский язык в 1970-е годы.
Неотложные работы при ликвидации чрезвычайных ситуаций — это деятельность по всестороннему обеспечению аварийно-спасательных работ, оказанию населению, пострадавшему в чрезвычайных ситуациях, медицинской и других[каких?] видов помощи, созданию условий, минимально необходимых для сохранения жизни и здоровья людей, поддержания их работоспособности:Ст.1.
В России перечень аварийно-спасательных работ установлен законом «Об аварийно-спасательных службах и статусе спасателей» и может дополняться решениями правительства:Ст.5.

## Общий обзор
В большинстве стран мира спасательные службы включают в себя как спасательные подразделения, реагирующие на чрезвычайные ситуации в природной среде, так и службы береговой охраны и водолазные службы, отвечающие за безопасность на воде. При этом за реагирование на техногенные чрезвычайные ситуации в городской среде чаще всего отвечают пожарные службы. В некоторых странах существуют коммерческие спасательные службы, действующие на основании договоров с органами власти. Так, компания Falck, основанная в Дании в 1906 году,  действует в настоящее время практически по всей Европе, занимаясь оказанием скорой медицинской помощи, помощью и спасением в чрезвычайных ситуациях, а также обучением спасательным работам и технике безопасности. Во всем мире также в различных формах существуют волонтёрские спасательные отряды, которые действуют в зонах природных и техногенных катастроф.
В 1991 году по инициативе международного движения Красного Креста и Красного Полумесяца и ряда поисково-спасательных отрядов, участвовавших в спасении людей после землетрясений в Мексике в 1985 году и в Армении в 1988 году под эгидой ООН была создана Международная консультативная группа по вопросам поиска и спасения (International Search and Rescue Advisory Group, INSARAG), которая в настоящее время объединяет спасательные службы более 80 стран. Как показал опыт работы спасателей в Мексике и в Армении, подготовка и оснащение прибывших в эти страны зарубежных спасателей существенно отличались, что негативно отразилось на общих результатах поисково-спасательных работ. Поэтому работа INSARAG заключалась в разработке стандартов и методологии проведения международных поисково-спасательных операций, а также механизмов координации. Также она разработала минимальные стандарты подготовки и оснащения поисково-спасательных отрядов, которые при успешном прохождении всех испытаний и экзаменов получают аттестацию международного образца ООН.

## Спасение людей в горной местности

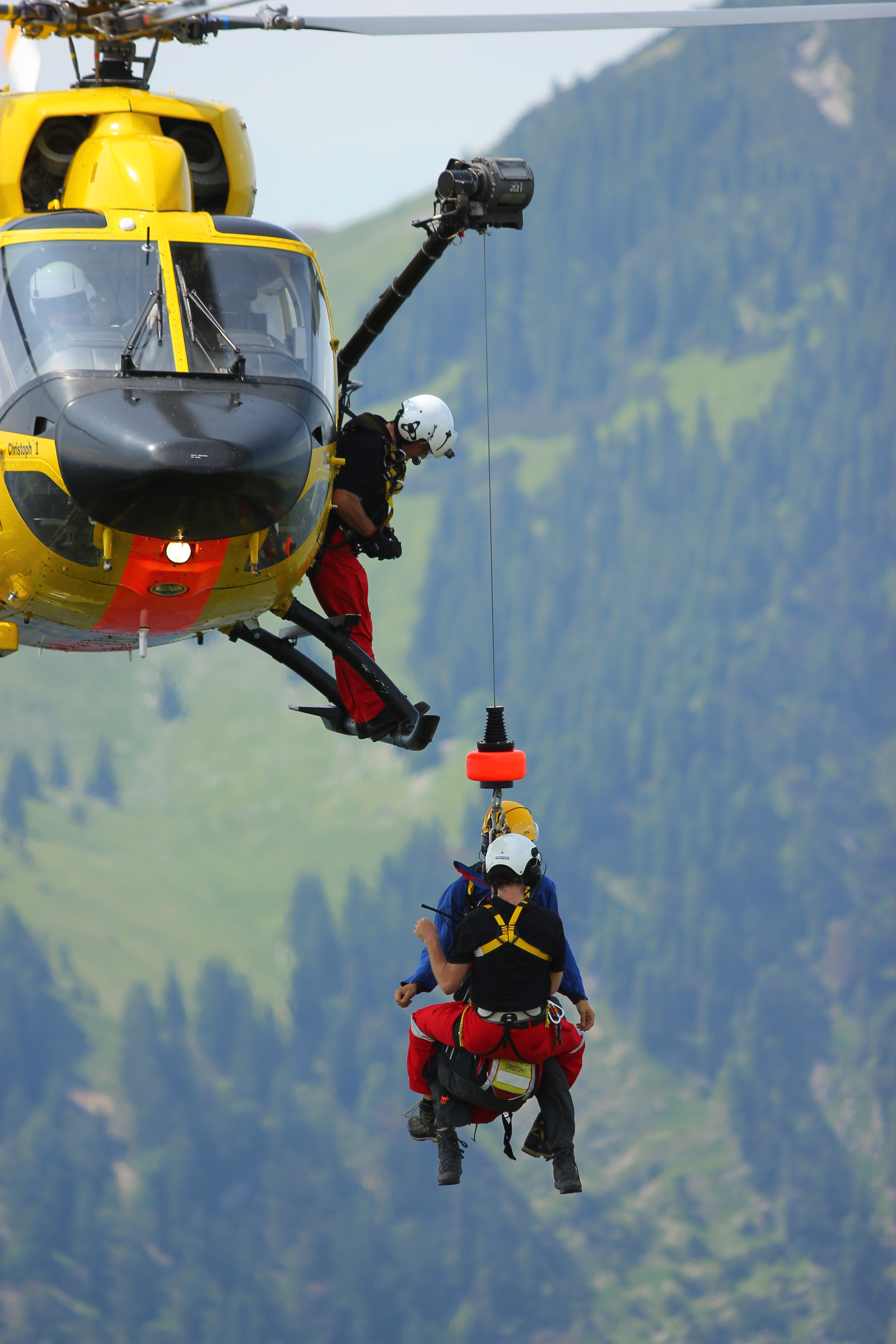
Спасение с участием вертолета в горах Германии

Основными видами аварийно-спасательных работ в горах является поиск и спасение туристов, спелеологов, альпинистов, а также поиск и спасение пассажиров и членов экипажей воздушных судов, потерпевших аварии в труднодоступных горных районах.
При спасении людей в горах обычно используют вертолёты. Так, в США поисками и эвакуацией туристов и спортсменов из горных районов занимаются волонтёрские организации, которые входят в структуру полиции, а при необходимости привлекают также частных пилотов-добровольцев. В Италии спасением людей в горах занимаются добровольцы, имеющие опыт в альпинизме, спелеологии и медицине. Горные районы страны поделены между командами волонтёров, при этом в случае необходимости команда получает в своё распоряжение вертолёт. Во Франции поиском и спасением пропавших в горах занимается Национальная жандармерия. В России этим занимается МЧС РФ. Для работы на высоте до 4000 метров подходят стандартные модификации вертолётов, а для полётов на больших высотах из-за разрежённости воздуха двигатель вертолёта должен быть оборудован дополнительной системой подачи кислорода.

## Горноспасательные работы
Горноспасательные работы — это действия, направленные на спасение людей, материальных и культурных ценностей, защиту природной среды при авариях в горных выработках на объектах ведения горных работ. Пользователи недр, ведущие подземные горные работы, должны обслуживаться профессиональными горноспасательными службами.

## История спасательного дела в СССР
В 1937 году было принято «Положение об аварийно-спасательной службе на морях и реках СССР».
В 1945 году было издано руководство для флотских спасателей:
- Справочная книга по аварийно-спасательному, судоподъёмному и водолазному делу. В 3-х частях. — М.-Л.: Военмориздат, 1945.
  - Часть I. Судоподъёмное и аварийно-спасательное дело. — 340 с.;
  - Часть II. Работа водолазов и использование водолазного оборудования и снаряжения. — 198 с.;
  - Часть III. Теория корабля, сопротивление материалов, справочный отдел. — 224 с.

В СССР в рамках гражданской обороны использовался термин «спасательные и неотложные аварийно-восстановительные работы».

## Аварийно-спасательные службы и формирования (в России)

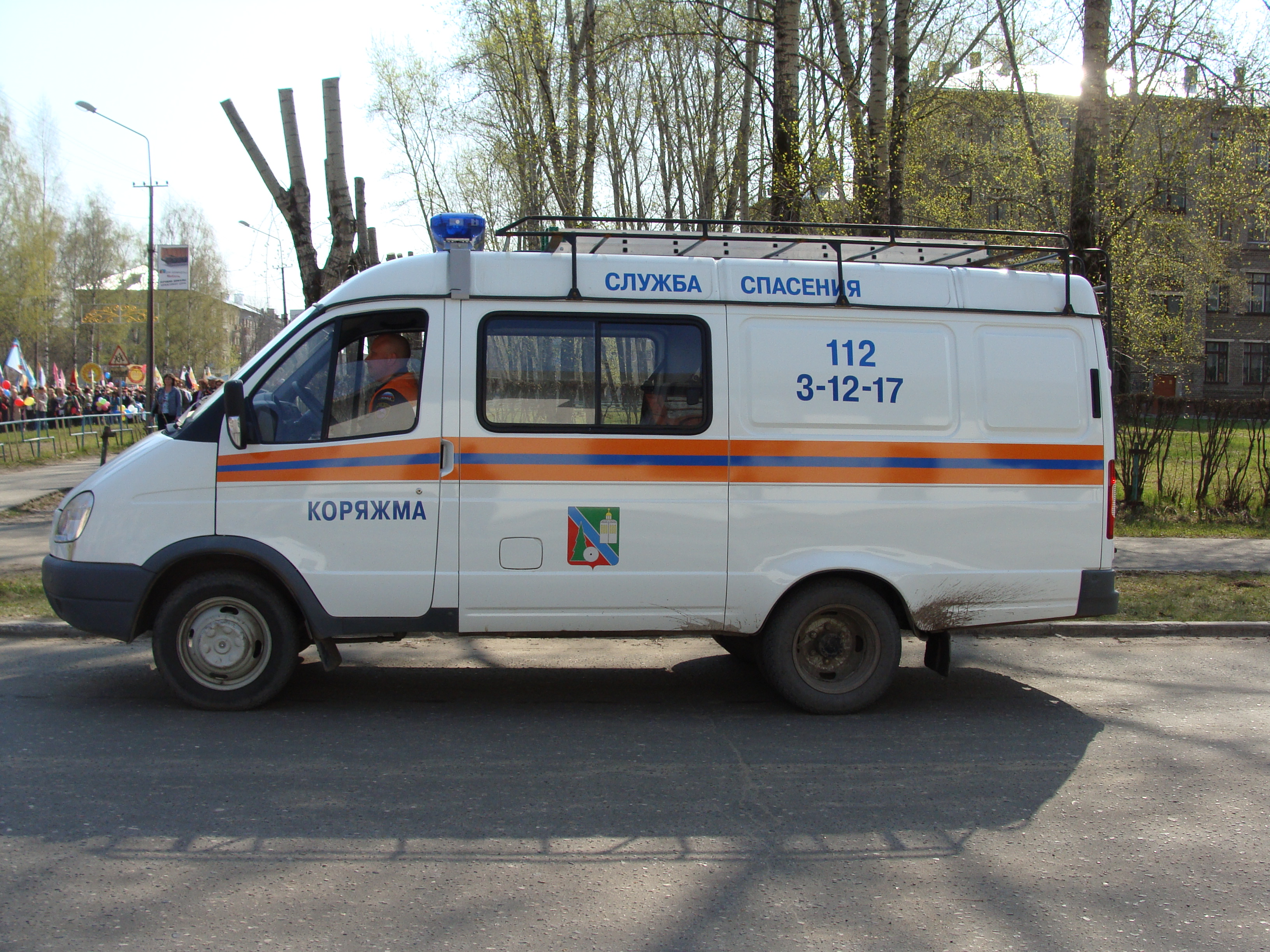
Автомобиль муниципальной аварийно-спасательной службы

Для выполнения работ по предупреждению и ликвидации чрезвычайных ситуаций в России возможно создание трёх типов аварийно-спасательных служб и формирований: профессиональные службы, профессиональные формирования; нештатные формирования; общественные формирования. Для решения задач гражданской обороны используются аварийно-спасательные службы и аварийно-спасательные формирования, либо нештатные формирования по обеспечению выполнения мероприятий по гражданской обороне.
На 2017 год в России действовало 6403 служб и формирований, из них нештатных — 1126.
В России для ведения аварийно-спасательных работ службами и формированиями требуется аттестация. Разрешение на ведение других работ, в том числе решение задач гражданской обороны, не требуется.

### Профессиональные

#### Организаций
Аварийно-спасательные службы и формирования создаются в организациях, если законодательно предусмотрено их наличие в зависимости от вида деятельности организации:Ст. 7.
Необходимость готовности к чрезвычайным ситуациям в целях ликвидации последствий промышленных аварий установлена международным договором «Конвенция о трансграничном воздействии промышленных аварий». В договоре установлено, что меры по обеспечению готовности в пределах промышленной площадки проводится собственником (оператором). В российском законодательстве установлено, что для готовности к действиям по локализации и ликвидации последствий аварии организация, эксплуатирующая опасный производственный объект, обязана заключать с профессиональными аварийно-спасательными службами (или формированиями) договоры на обслуживание, а в случаях, предусмотренных законодательством, создавать собственные профессиональные аварийно-спасательные службы (или формирования).

#### Органов местного самоуправления
Местное самоуправление самостоятельно финансирует мероприятия по защите от чрезвычайных ситуаций в границах муниципалитета и лишь при недостаточности муниципальных сил и средств привлекают силы и средства субъекта Российской Федерации.

#### Федеральных органов исполнительной власти
Федеральные органы исполнительной власти или подведомственные им организации могут создавать ведомственные аварийно-спасательные службы.
В МЧС России входит профессиональная аварийно-спасательная служба (ПАСС), состоящая из профессиональных аварийно-спасательных формирований (ПАСФ).

### Нештатные

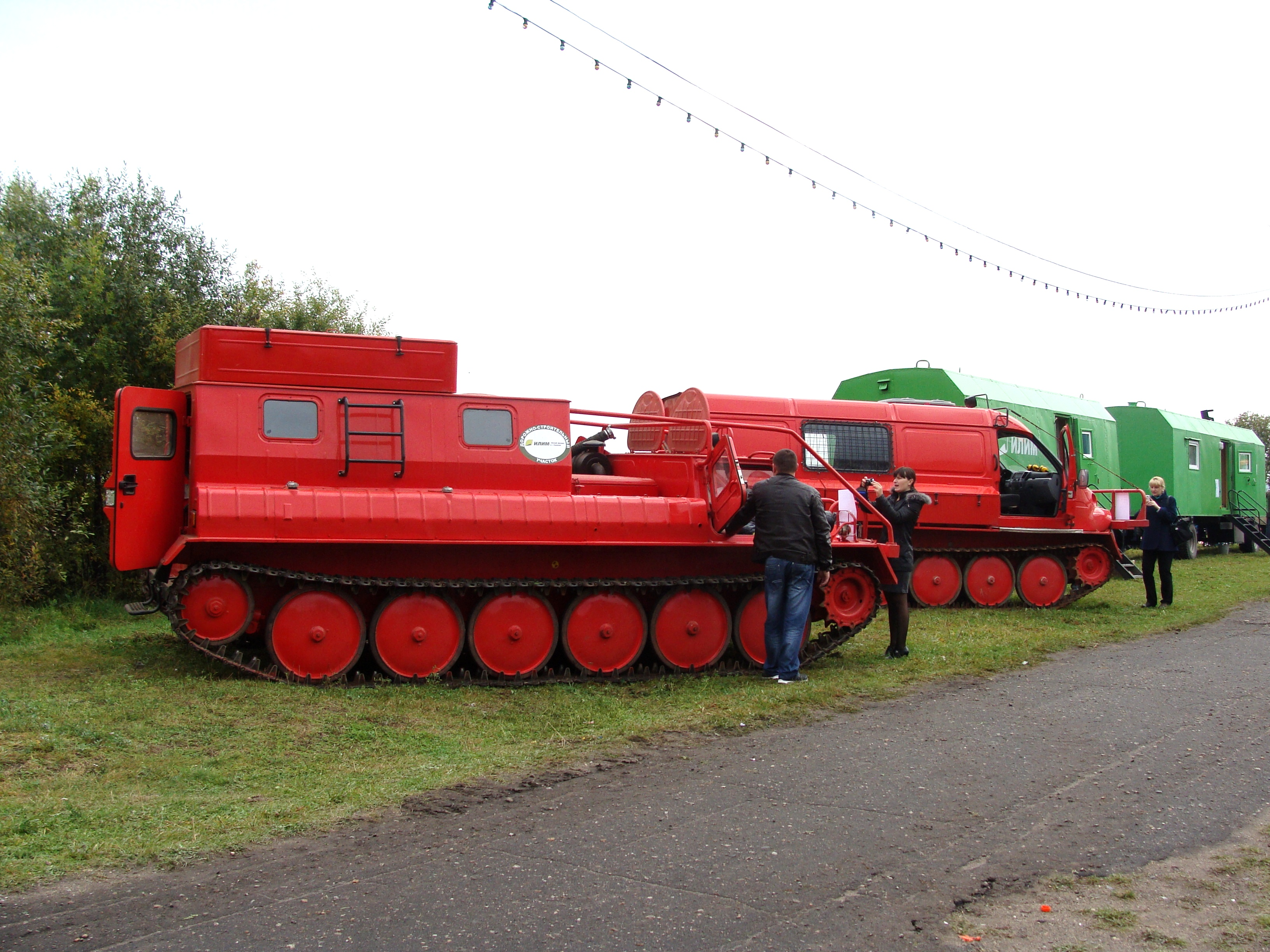
Техника нештатной лесопожарной команды

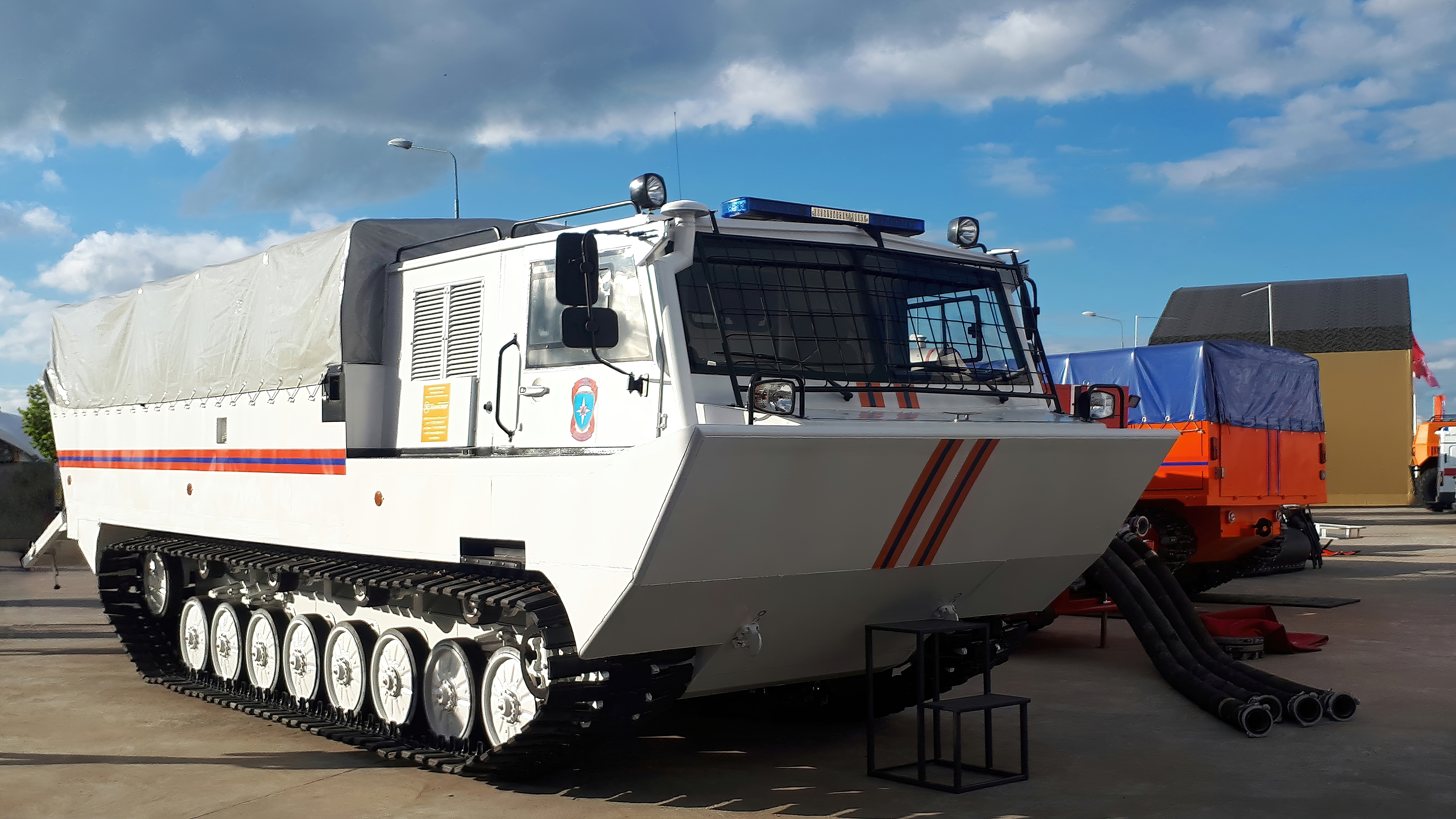
Плавающее пожарно-спасательное транспортное средство на базе вездехода «Четра» ТМ140

Нештатная основа создания формирований не позволяет относить их к силам постоянной готовности, поскольку члены формирования в обычном режиме деятельности (когда нет чрезвычайных ситуаций, аварий и инцидентов) заняты выполнением обязанностей по основному месту работы и временно прерывают эту работу только для ликвидации чрезвычайных ситуаций (аварий, инцидентов) при их возникновении. На них не распространяются требования, действующие в отношении профессиональных формирований. Они не должны нести круглосуточного дежурства; не привлекаются для ликвидации чрезвычайных ситуаций вне зоны их ответственности; не требуется наличия оперативного автотранспорта, оборудованного спецсигналами.
Нештатные формирования могут создаваться для различного предназначения:
- для ликвидации чрезвычайных ситуаций по планам предупреждения и ликвидации;
- для решения задач гражданской обороны по планам гражданской обороны и защиты населения;
- для решения иных задач в зависимости от местных условий[13].

Нештатные формирования гражданской обороны могут проводить не связанные с угрозой жизни и здоровью людей неотложные работы при ликвидации чрезвычайных ситуаций.

## Спасатель
Спасатель — гражданин, подготовленный и аттестованный на проведение аварийно-спасательных работ:Ст.1.
Спасатели обязаны:

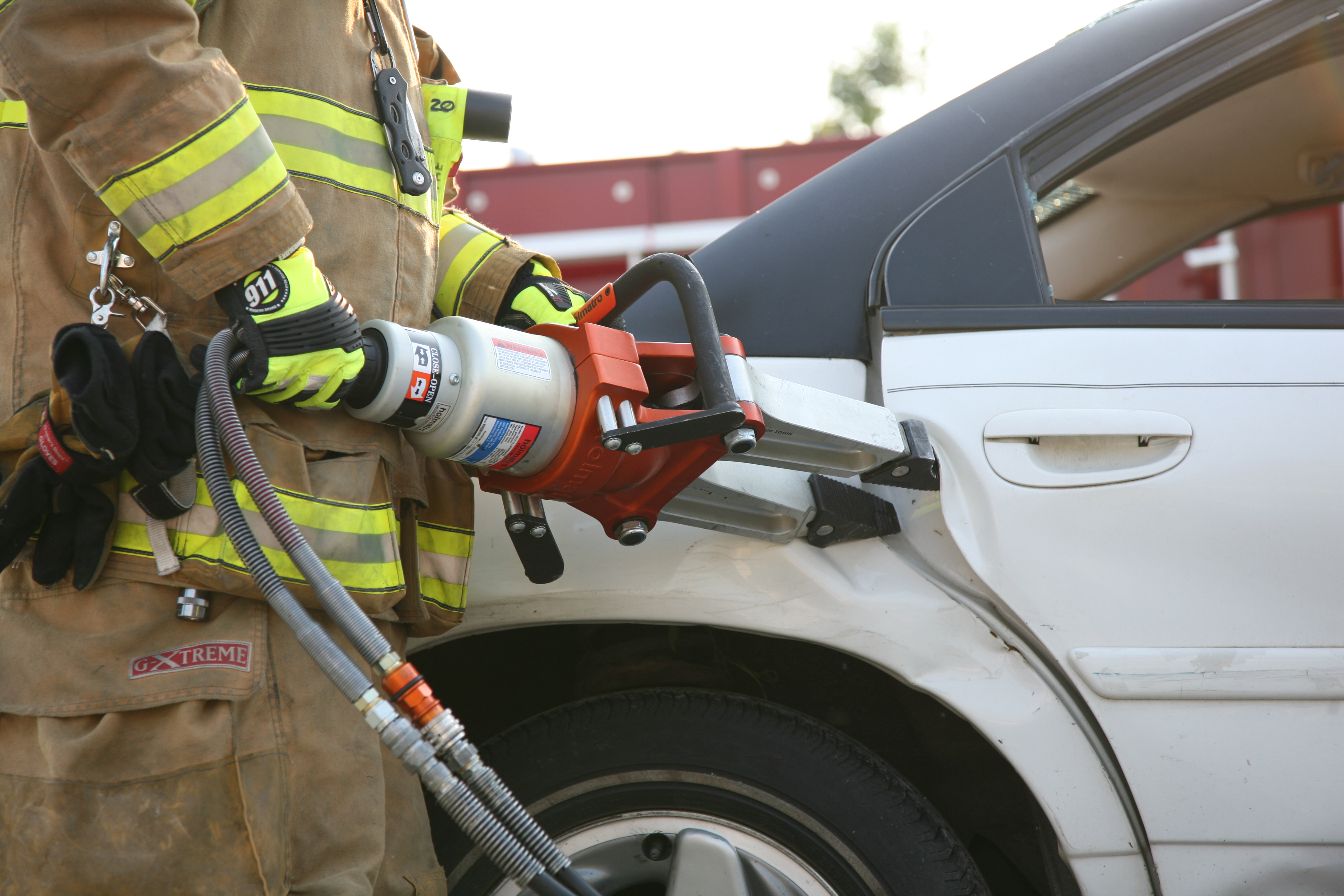
Спасатель использует гидравлический разжим для извлечения пострадавшего из автомобиля

- быть в готовности к участию в проведении работ по ликвидации чрезвычайных ситуаций, совершенствовать свою физическую, специальную, медицинскую, психологическую подготовку;
- совершенствовать навыки действий в составе аварийно-спасательных формирований;
- неукоснительно соблюдать технологию проведения аварийно-спасательных работ;
- активно вести поиск пострадавших, принимать меры по их спасению, оказывать им первую помощь и другие виды помощи;
- неукоснительно выполнять приказы, отдаваемые в ходе проведения работ по ликвидации чрезвычайных ситуаций руководителями аварийно-спасательных служб, аварийно-спасательных формирований, в составе которых спасатели принимают участие в проведении указанных работ;
- разъяснять гражданам правила безопасного поведения в целях недопущения чрезвычайных ситуаций и порядок действий в случае их возникновения.

В России профессиональным спасателем может стать гражданин, достигший 18 лет, подготовленный и аттестованный на проведение аварийно-спасательных работ:Ст. 9.
Обучение профессии «спасатель» производится в средних и высших учебных заведениях МЧС России, учебно-методических центрах ГОЧС, а также в учебных центрах, имеющих соответствующую лицензию.

## Аварийно-спасательные средства
Для спасения людей и проведения аварийно-спасательных работ, защиты и оказания первой помощи пострадавшим используются специализированная техника и инструмент, оборудование и снаряжение, средства связи и иные средства.